# Michael Obafemi
Michael Oluwadurotimi Obafemi , né le 6 juillet 2000 à Dublin, est un footballeur international irlandais qui évolue au poste d'avant-centre au Burnley FC

## Biographie

### En club
Le 21 janvier 2018, Obafemi fait ses débuts professionnels en faveur du Southampton FC lors d'un match de Premier League contre Tottenham Hotspur (1-1).
Le 22 décembre 2018, il inscrit son premier but avec les Saints à l'occasion d'une rencontre de championnat face à Huddersfield Town (victoire 2-3). Il devient à cette occasion le plus jeune buteur de l'histoire de Southampton en Premier League ainsi que le plus jeune buteur irlandais au sein de l'élite anglaise.
Le 23 janvier 2024, il est prêté à Millwall.

### En sélection
Obafemi fut éligible pour représenter l'Irlande, l'Angleterre, et le Nigeria.
Il participe aux éliminatoires du championnat d'Europe des moins de 19 ans avec l'équipe d'Irlande des moins de 19 ans. Il inscrit un but contre le Kosovo en mars 2018.
Le 15 novembre 2018, il figure pour la première fois sur le banc de touche de l'équipe A lors d'un match amical contre l'Irlande du Nord (0-0).
Le 19 novembre 2018, Obafemi honore sa première sélection avec l'équipe d'Irlande lors d'un match de Ligue des nations face au Danemark (0-0). Il est alors âgé de dix-huit ans .

## Statistiques
| Saison                | Club                  | Championnat           | Championnat | Championnat | Coupe nationale | Coupe nationale | Coupe de la Ligue | Coupe de la Ligue | République d'Irlande | République d'Irlande | Total | Total |
| Saison                | Club                  | Division              | M.          | B.          | M.              | B.              | M.                | B.                | M.                   | B.                   | M.    | B.    |
| 2017-2018             | Southampton FC        | Premier League        | 1           | 0           | -               | -               | -                 | -                 | -                    | -                    | 1     | 0     |
| 2018-2019             | Southampton FC        | Premier League        | 6           | 1           | -               | -               | 1                 | 0                 | 1                    | 0                    | 8     | 1     |
| 2019-2020             | Southampton FC        | Premier League        | 21          | 3           | 2               | 0               | 2                 | 1                 | -                    | -                    | 25    | 4     |
| Total sur la carrière | Total sur la carrière | Total sur la carrière | 28          | 4           | 2               | 0               | 3                 | 1                 | 1                    | 0                    | 34    | 5     |

## Palmarès
- Champion d'Angleterre de deuxième division en 2023.